# Brănești, Gorj
Branesti là một xã thuộc hạt Gorj, România. Dân số thời điểm năm 2002 là 2553 người.